# Josef Suk (violinista)
Josef Suk (Praga, 8 de agosto de 1929-ibíd., 7 de julio de 2011) fue un violinista, violista, director de orquesta checo, nieto del compositor Josef Suk y bisnieto de Antonín Dvořák. Tocó a menudo con el director Karel Ančerl, con quien grabó los conciertos de Beethoven, Brahms, Mendelssohn, Max Bruch y Chaikovski.

## Formación
Estudió en el Conservatorio de Praga con Jaroslav Kocián y en la Academia de Praga.

## Carrera
De 1953 a 1955 fue concertino de la orquesta dramática del Teatro Nacional de Praga, y después hasta 1957 solista de la compañía artística del Ejército.
Su primer éxito significativo fue un recital en Praga el 6 de noviembre de 1954. Poco después George Szell lo invitó a los EE. UU. para tocar con la Orquesta de Cleveland. En 1958 actuó en Alemania, Holanda y Rumanía y luego también en Francia y Bélgica.
En 1960 se le prestó el violín de Antonio Stradivari llamado Duc de Camposelice fabricado en 1710. Su antiguo dueño fue Váša Příhoda, quien lo donó al estado checoslovaco poco antes de su muerte. Suk también interpretó el Libon Stradivari y el Príncipe de Orange violín de Giuseppe Guarneri del Gesu. También utilizó un instrumento de Přemysl Špidlen durante mucho tiempo.
En 1961 fue nombrado solista de la Filarmónica Checa para muchas de sus giras y recitales, muchos de ellos bajo la dirección del insigne Karel Ancerl. Colaboró e hizo muchas grabaciones con las mejores orquestas, directores e intérpretes del mundo. Ganó muchos premios por sus grabaciones - Grand Prix du disque por las sonatas de Debussy y Janáček, por el Dumky Trio de Dvořák con Jan Panenka y Miloš Sádlo, por la colección completa de conciertos de violín de Mozart con la Orquesta de Cámara de Praga dirigida por Libor Hlaváček, por el concierto de Alban Berg y los conciertos de Martinů.
Su arte del violín se caracterizó por un tono rotundo y rico, entonación cristalina y una interpretación idiomática. Suk fue uno de los mejores intérpretes del mundo de Bach, Mozart y Beethoven. Sus grabaciones del Concierto para violín de Dvořák son ejemplares.
De 1979 a 1986 fue profesor en el Music College de Viena.

## Música de cámara
Aparte de su prestigiosa carrera como solista, Suk también cultivó el repertorio camerístico. En sus tiempos de estudiante tocó en el Cuarteto de Cuerda de Praga y en 1951 fundó el Trío Suk (el nombre recuerda a su abuelo, el compositor), en el que tocó junto al pianista Jan Panenka y el chelista Josef Chuchro.
Con el pianista Jan Panenka, Suk grabó toda la colección de las sonatas de Beethoven y su grabación de la última y genial obra de Shostakovich, la sonata para viola y piano fue la primera en llevarse al disco. Como violista a menudo colaboró con el Cuarteto Smetana, sobre todo como segunda viola.
Otra asociación notable fue con la clavecinista Zuzana Růžičková. Fueron amigos cercanos e hicieron muchas grabaciones, por ejemplo las sonatas de Bach y Händel. También grabaron una sonata del marido de Růžičková, Viktor Kalabis.
Josef Suk también colaboró con Julius Katchen y János Starker para grabar los tríos y sonatas de Brahms.
En 1974, como conmemoración del 100 aniversario del nacimiento de su abuelo Josef Suk, fundó la Orquesta de Cámara Suk. Suk actuó como su líder y director hasta el año 2000.

## Viola
Josef Suk fue también reconocido como intérprete de viola y grabó la Sinfonía Concertante de Mozart, interpretando las partes de violín y viola. Con la Filarmónica Checa, dirigida por Dietrich Fischer-Dieskau grabó la obra Harold en Italia de Hector Berlioz.

## Discografía seleccionada (violín)
- J.S. Bach: Violin Concertos - Supraphon Records
- Bach: Sonatas for Harpsichord and Violin - Lotos
- Beethoven: Concerto for violin in D; Dvořák: Concerto for violin in A minor - BBC Radio Classic
- Bartók: Violin Concertos Nos. 1 and 2 - Praga Records
- Berg: Concerto for violin - Supraphon
- Bartók: Concerto for violin No. 1 - Supraphon
- Brahms: Concerto, Op. 77; Concerto, Op. 102 - Praga
- Brahms: Concerto, Op. 77; Concerto, Op. 102 - Praga
- Brahms: Piano Trios and Violin Sonatas with Julius Katchen (piano) and Janos Starker (cello) - Decca Records
- Brahms: Symphony No. 2 in D, Op. 73; Concerto in A minor, Op. 102 - Supraphon
- Brahms: Symphony No. 2/Double Concerto - Supraphon
- Chausson: Concerto for violin, piano & String Quartet; Fauré: Sonata No. 2 for Violin & Piano - Supraphon
- Dvořák: Concerto for violin in A minor - Supraphon
- Dvořák: Piano Quartets Nos. 1 & 2 - Supraphon
- Dvořák: Quartet Op. 51 / Sextet Op. 48 - Lotos Records
- Dvořák: Quintet in E-flat; Quintet No. 1 - Denon Records
- Dvořák: 'Songs My Great-Grandfather Taught Me' - Toccata Classics (2009)
- Dvořák: Trio No. 1; Trio No. 2 - Denon Records
- Dvořák: Violin Concerto; Romance; Josef Suk: Fantasy - Supraphon
- Dvořák: Works for Violin and Piano - Supraphon
- Janáček: Complete works for Violin, Cello and Piano - Carlton Classics
- Janáček: Sinfonietta, Op. 60; Taras Bulba, rhapsody - Supraphon
- Kodály: Musique de chambre - Praga
- Martinů: Sonata for violin No. 3; Madrigal Stanzas H.297 - Supraphon
- Mendelssohn: Concerto for violin in E minor; Bruch: Concerto for violin in G minor - Supraphon
- Mozart: Quintets - Denon Records
- Mozart: Sinfonia concertante in E-flat; Sinfonia concertante in E-flat - Panton Records
- Ravel: Sonatas for Violin and Piano; Sonata for Violin and Cello; Tzigane - Praga
- Schubert: String Quartet No. 1, D.87/String Quintet in C, Op. 163, D.956 Praga
- Suk: Piano Quintets, Opp. 1 & 8 - Lotos
- Suk: Piano Trio; Piano Quartet; Piano Quintet - Supraphon
- Karel Ančerl Golden Edition No. 8. CD Supraphon: Praha 2002. SU 3668-2